# Røyken
Koordinaten: 59° 44′ 1″ N, 10° 25′ 44″ O
Røyken war eine Kommune im Fylke Buskerud in Norwegen. Røyken hatte zuletzt im Januar 2019 22.635 Einwohner und erstreckte sich über eine Fläche von 113 km². Verwaltungssitz war Midtbygda. Zum 1. Januar 2020 ging Røyken in die Kommune Asker über. Asker gehörte von 2020 bis 2023 dem Fylke Viken an und ist seit 2024 Teil des Fylkes Akershus, so dass das frühere Røyken nun im Fylke Akershus liegt.

## Verkehr
Der Bahnhof Røyken liegt an der Bahnstrecke Asker–Spikkestad, die bis zum 2. Juni 1973 bis Brakerøya führte.

## Wappen
Beschreibung: In Blau ein fünfflammiges goldenes Feuer.

## Geschichte
Im 19. Jahrhundert wurde Natureis nach England exportiert. Das Eis aus den Seen bei Røyken wurde von englischen Königshaus aufgrund seiner Durchsichtigkeit geschätzt.